# Veronika Macarol
Veronika Macarol, slovenska jadralka, * 28. marec 1987, Slovenija.
Po končani srednji šoli je izobraževanje nadaljevala na Fakulteti za arhitekturo.
Veronika Macarol je za Slovenijo nastopila na jadralskem delu Poletnih olimpijskih iger 2016 v Riu de Janeiru, kjer je v paru s Tino Mrak v razredu 470 osvojila šesto mesto.
Julija 2017 sta na Svetovnem prvenstvu v grškem Solunu osvojili tretje mesto in se veselili bronaste medalje. To je bilo za njiju prvo odličje v tem rangu, pred tem pa sta bili že evropski prvakinji in bronasti na prvenstvu stare celine.
Skupaj sta 28. januarja 2018 zmagali na prvi regati svetovnega pokala nove sezone v ameriškem Miamiju. To je bila za njiju prva zmaga na najvišjem svetovnem nivoju in največji dotedanji uspeh.